# Толок Анатолій Степанович
Анато́лій Степа́нович Толо́к (29 вересня 1939 року, Зугрес, Донецька область — 2 червня 2024, Київ.) — артист Херсонського обласного академічного музично-драматичного театру імені М. Куліша, заслужений артист УРСР, народний артист України (29.06.1995), Орден За заслуги III ступеня (07.11.2014)

## Біографія
З 1960 по 1964 роки навчався у Дніпропетровському театральному училищі. Цього ж року почав працювати у Дніпропетровському український музично-драматичному театрі ім. Т. Шевченка. З 1966 — у Херсонському обласному академічному музично-драматичному театрі імені М. Куліша.

## Ролі
- «Розсудіть нас люди» Маврина, Анатолій
- «Циганка Аза» Старицького, Василь
- «Над голубим Дунаєм», Лещенко
- «Дай серцю волю», Іван Непокірний
- «Весілля в Малинівці», Попандопуло
- «Діти Арбату», Сталін
- «Останні» Островського, Яков
- «Тарас Бульба» Гоголя, Тарас
- «Малюк», Гамб'є
- «Любов і голуби», дядя Митя
- «Ревізор», Ляпкін-Тяпкін
- «Дуже проста історія», Хазяїн
- «Страшна помста», Осавул Горобець